# Maria de Vasconcelos (psiquiatra)
Maria de Vasconcelos (Lisboa, 14 de dezembro de 1970) é uma médica psiquiatra, professora universitária, cantora e letrista portuguesa. Exerceu as profissões de modelo, apresentadora de televisão, animadora de rádio e escritora.

## Biografia
Desde a infância que pratica guitarra clássica e violino. Aos 7 anos decidiu ser médica; no 10.º ano, fascinada pelas doenças mentais, escolheu ser psiquiatra.
Em 1991 fez uma formação em pedagogia musical na ACARTE, Serviço de Animação, Criação Artística e Educação pela Arte da Gulbenkian.
Foi modelo na agência Elite Model Look, de 1992 a 2001.
Licenciou-se em Medicina na Faculdade de Ciências da Universidade de Lisboa, tirando a especialidade de Psiquiatria, em Julho de 1994. Terminou o internato complementar de Psiquiatria em Fevereiro de 2001. Na Faculdade de Ciências da Universidade de Lisboa foi assistente convidada de Histologia e Embriologia de 1990 a 2007.
Em 1996 entrou na RTP, apresentando programas como Informação Meteorológica e Guia Dia-a-dia.
Na rádio foi animadora do Programa da Manhã na Rádio Comercial e, posteriormente, na Best Rock FM.
O programa O Homem que Mordeu ao Cão levou-a ao Teatro Villaret, em Lisboa, Coliseu do Porto e outras salas do país. O programa chegou a ser transmitido na TVI, em 2004. Uma das rubricas era A canção da Maria, baseadas nas músicas que compunha para as filhas.
Editou "As canções da Maria", canções infantis cujas letras são da sua autoria, sendo complementadas com ilustrações animadas de Nuno Markl. O trabalho, para além do objetivo de ser uma fonte de entretenimento para as crianças de várias idades, tem igualmente um suporte didático para a educação e desenvolvimento das mesmas, utilizando o método simples e divertido de que tudo é mais fácil a cantar.
Continuou a sua atividade de médica psiquiatra. Fez uma pós-graduação em Psicoterapia Gestalt, de 2004 a 2008.

## Vida pessoal
É casada com Xavier Colette, natural do Brasil, com quem tem duas filhas: Mathilde (Abril de 2004) e Manon (Abril de 2006).

## Programas de televisão
- Informação Meteorológica (RTP);
- Companhia dos Animais (RTP);
- Guia Dia-a-dia (RTP);

## Programas de Rádio
- Programa da Manhã (Rádio Comercial, 2001 a 2004);
- Programa da Manhã (Best Rock FM);
- Visita Guiada (Rádio Clube Português, 2008);

## Livros
- Vai uma rapidinha? (2004) com Pedro Ribeiro e Nuno Markl;
- As Canções da Maria (2012), ilustrações de Nuno Markl;
- As Canções da Maria II(2013), ilustrações de Nuno Markl;
- As Canções da Maria - Especial História de Portugal (2007);
- O Dia em que sobrevivi (2014) - sobre o seu caso de luta contra o fungo Stachybotrys.

## Álbuns musicais
- Era Uma Vez (Valentim de Carvalho, 2005);
- As Canções da Maria (2011);
- As Canções da Maria II (2013);
- As Canções da Maria - Especial História de Portugal (2017)[2].